# Edith Schreiner
Edith Schreiner (* 23. Dezember 1957 in Ehingen (Donau)) ist eine deutsche Politikerin. Die baden-württembergische Kommunalpolitikerin der CDU war von Dezember 2002 bis Dezember 2018 Oberbürgermeisterin der Stadt Offenburg.

## Beruflicher und politischer Werdegang
Nach dem Abitur studierte Edith Schreiner zwischen 1977 und 1982 Rechtswissenschaften an der Albert-Ludwigs-Universität Freiburg. Nach dem zweiten juristischen Staatsexamen arbeitete sie im Rahmen ihres Vorbereitungsdienstes zwischen 1983 und 1986 am Landgericht Rottweil und anschließend bis 1990 beim Landratsamt Tuttlingen. Bis 1992 war Schreiner Mitarbeiterin im Innenministerium Baden-Württemberg und kehrte anschließend als Erste Landesbeamtin an das Landratsamt Tuttlingen zurück. Im April 2002 wechselte Schreiner als Baubürgermeisterin in die Stadt Offenburg, wo sie bereits im November desselben Jahres zur Oberbürgermeisterin gewählt wurde. Am 10. Oktober 2010 wurde sie mit 88,6 % der abgegebenen Stimmen (Wahlbeteiligung: 35,8 %) für eine zweite Amtszeit gewählt. Für eine dritte kandidierte sie bei den Wahlen im Herbst 2018 nicht mehr und ging zum 1. Dezember 2018 in den Ruhestand. Seit 2004 ist sie außerdem Kreistagsmitglied des Ortenaukreises.

## Familie
Edith Schreiner ist verheiratet und hat einen Sohn.